# Districte de Fatehgarh Sahib
El districte de Fatehgarh Sahib és una divisió administrativa del Panjab, Índia, amb capital a Fatehgarh Sahib. La superfície del districte és de 1148 km² i la població (2001) de 538.041 habitants. Fou creat el 13 d'abril de 1992.

## Administració
Administrativament està format per quatre subdivisions o tehsils (a més d'un subtehsil que és Mandi Gobindgarh):
- Amloh.
- Bassi Pathana.
- Khamano.
- Fatehgarh Sahib.

I 5 blocks
- Sirhind
- Bassi Pathana.
- Amloh.
- Khamano.
- Khera.

## Ciutats principals
- Mandi Gobindgarh
- Sirhind-Fategarh
- Bassi Pathana.
- Nogawan.
- Amloh.
- Khamanon.
- Khera.
- Bahadurgarh.